# ليندسي غرين
ليندسي غرين (14 أكتوبر 1938 بسيدني في أستراليا - ) (بالإنجليزية: Lindsay Green)‏ هو لاعب كريكت نيوزلندي.

## وصلات خارجية
- ليندسي غرين على موقع إي آس بي آن كريك إنفو (الإنجليزية)